# Apple Studio Display
Ne doit pas être confondu avec Apple Studios (société de production).
 (avril 2017).
Si vous disposez d'ouvrages ou d'articles de référence ou si vous connaissez des sites web de qualité traitant du thème abordé ici, merci de compléter l'article en donnant les références utiles à sa vérifiabilité et en les liant à la section « Notes et références ».
Plusieurs écrans externes fabriqués par Apple entre 1998 et 2004 ont porté le nom Apple Studio Display. Sont concernés des écrans plats LCD tout comme des écrans à tube cathodique CRT. La gamme a marqué la fin des écrans Apple ColorSync, anciennement nommés AppleVision.   
D'autres écrans Apple commercialisés durant la même période, panoramiques et de plus grande taille (mais au design parfois proche), étaient nommés Apple Cinema Display.
Le 8 mars 2022, Apple relance un écran nommé Studio Display pour accompagner la sortie du Mac Studio.

## Historique

### Premier modèle LCD
Steve Jobs annonce en mars 1998 le premier écran Apple à cristaux liquides, l'Apple Studio Display 15 pouces, qui inaugure ce nom. Conçu en plastique bleu foncé translucide dans un univers informatique majoritairement beige, il préfigure le design innovent qui fera le succès de l'iMac G3, dévoilé seulement quelques mois plus tard.  
Mis à jour en janvier 1999, il troque le bleu foncé pour le blanc et Myrtille, comme l'iMac, et bénéficie d'une dalle plus lumineuse.  
En août 1999 son connecteur évolue et sa coque se pare du nouveau coloris graphite des Power Mac G4. 

### Modèles LCD en plastique transparent
Reprenant le design des Apple Cinema Display de 22" lancés en 1999, Apple commercialise en juillet 2000 un Apple Studio Display de 15" à trois pieds en plastique transparent. En mai 2001 cet écran est rejoint dans la gamme par un modèle de 17" au design identique, qui finira par le remplacer totalement un an plus tard. 

### Modèles CRT
En janvier 1999 sont présentés deux modèles à tube cathodique de 17 et 21". Leur coque en plastique translucide couleur Myrtille et blanc, coordonnée lors de leur sortie avec les Power Mac G3, est revue en août 1999 pour s'accorder aux nouveaux Power Mac G4 graphite. 
En juillet 2000, ils sont remplacés par un unique modèle de 17" arborant une coque en plastique totalement transparente. 

## Modèles
| Diagonale d'écran | Type | Sortie       | Retrait      | Définition | Résolution (ppp) | Coque                               | Connecteur | Consommation |
| ----------------- | ---- | ------------ | ------------ | ---------- | ---------------- | ----------------------------------- | ---------- | ------------ |
| 15"               | LCD  | mars 1998    | janvier 1999 | 1024×768   | 85               | Bleu foncé translucide              | DB-15      | 35 W         |
| 15"               | LCD  | janvier 1999 | août 1999    | 1024×768   | 85               | Blanc/Myrtille translucide          | VGA        | 35 W         |
| 17"               | CRT  | janvier 1999 | août 1999    | 1600×1200  | 85               | Blanc/Myrtille translucide          | VGA        | 120 W        |
| 21"               | CRT  | janvier 1999 | août 1999    | 1600×1200  | 85               | Blanc/Myrtille translucide          | VGA        | 180 W        |
| 15"               | LCD  | août 1999    | juillet 2000 | 1024×768   | 85               | Blanc/Graphite translucide          | DVI        | 35 W         |
| 17"               | CRT  | août 1999    | juillet 2000 | 1600×1200  | 85               | Blanc/Graphite translucide          | VGA        | 120 W        |
| 21"               | CRT  | août 1999    | juillet 2000 | 1600×1200  | 85               | Blanc/Graphite translucide          | VGA        | 180 W        |
| 15"               | LCD  | juillet 2000 | octobre 2002 | 1024×768   | 85               | Blanc avec trépied en polycarbonate | ADC        | 35-50 W      |
| 17"               | CRT  | juillet 2000 | mai 2001     | 1600×1200  | 85               | Blanc avec coque en polycarbonate   | ADC        | 113 W        |
| 17"               | LCD  | mai 2001     | juin 2004    | 1280×1024  | 96               | Blanc avec trépied en polycarbonate | ADC        | 40 W         |